# Cristian Makaté
Cristian Makaté Bokoya (ur. 21 września 2002) – piłkarz z Gwinei Równikowej grający na pozycji napastnika w klubie Royale Union Saint-Gilloise.

## Kariera juniorska
Makaté grał jako junior w RCD Mallorca (do 2019 i w ponownie w latach 2020–2021) i CD San Francisco (2019–2020).

## Kariera seniorska

### RCD Mallorca II
Makaté występował w rezerwach RCD Mallorca w sezonie 2020/2021. Rozegrał dla nich 18 meczów i strzelił 3 gole.

### CF Platges de Calvià
Makaté przeszedł do CF Platges de Calvià 1 lipca 2021. Przez jeden sezon gry w ich barwach wystąpił 16 razy i zdobył 3 bramki.

### GSD Ambrosiana
Makaté przeniósł się do rezerw GSD Ambrosiana 18 grudnia 2021. Zadebiutował u nich 19 grudnia 2021 w meczu z FC Spinea 1966 (1:1), zmieniając na boisku w 81. minucie Daniela Bernasconiego. Swój kolejny występ zaliczył już po przerwie zimowej, bo 29 stycznia 2022 w starciu z FC Arzignano Valchiampo (1:2). Trzeci raz zagrał dla nich 6 lutego 2022 w meczu z AC Cattolica Calcio (1:1). Swój ostatni występ zaliczył 20 lutego 2022 w wygranym 6:2 spotkaniu przeciwko ACD San Martino Speme.

### Royale Union Saint-Gilloise II
Makaté trafił do rezerw Royale Union Saint-Gilloise 15 sierpnia 2022. Debiut dla nich zaliczył 3 września 2022 w wygranym 4:2 spotkaniu przeciwko RUS Rebecquoise, strzelając wtedy też swojego pierwszego gola. 14 maja 2023 w meczu z Royal Stade Waremmien FC (8:1) strzelił 4 gole. 11 lutego 2024 w starciu z RFC Union Kelmis zdobył hat tricka. W sezonie 2023/2024 wywalczył z nimi awans do Nationaal 1. Ostatecznie w ich barwach wystąpił 82 razy i zdobył 53 bramki.

### Royale Union Saint-Gilloise
Makaté zadebiutował w pierwszej drużynie Royale Union Saint-Gilloise 30 października 2024 w meczu Pucharu Belgii z KAS Eupen (3:0). W sezonie 2024/2025 zdobył z nimi mistrzostwo Belgii. Debiut w Eerste klasse A zaliczył 25 lipca 2025 w zremisowanym 1:1 spotkaniu przeciwko Royal Antwerp FC.

## Kariera reprezentacyjna

### Gwinea Równikowa
Makaté został pierwszy raz powołany do seniorskiej reprezentacji Gwinei Równikowej. Zadebiutował w niej 25 marca 2024 w towarzyskim meczu z Republiką Zielonego Przylądka (0:1). Drugi raz wystąpił w niej 6 czerwca 2025 w przegranym 1:2 towarzyskim spotkaniu przeciwko Gambii.

## Statystyki

### Klubowe
(aktualne na dzień 13 sierpnia 2025)
| Klub                    | Sezon              | Liga               | Liga  | Liga   | Puchar kraju | Puchar kraju | Europa | Europa | Inne  | Inne   | Suma  | Suma   |
| Klub                    | Sezon              | Liga               | Mecze | Bramki | Mecze        | Bramki       | Mecze  | Bramki | Mecze | Bramki | Mecze | Bramki |
| ----------------------- | ------------------ | ------------------ | ----- | ------ | ------------ | ------------ | ------ | ------ | ----- | ------ | ----- | ------ |
| RCD Mallorca II         | 2020/21            | Tercera División   | 18    | 2      | 0            | 0            | –      | –      | –     | –      | 18    | 2      |
| RCD Mallorca II         | Ogólnie            | Ogólnie            | 18    | 2      | 0            | 0            | 0      | 0      | 0     | 0      | 18    | 2      |
| CF Platges de Calvià    | 2021/22            | Tercera Federación | 16    | 3      | 0            | 0            | –      | –      | –     | –      | 16    | 3      |
| CF Platges de Calvià    | Ogólnie            | Ogólnie            | 16    | 3      | 0            | 0            | 0      | 0      | 0     | 0      | 16    | 3      |
| GSD Ambrosiana          | 2021/22            | Serie D            | 4     | 0      | 0            | 0            | –      | –      | –     | –      | 4     | 0      |
| GSD Ambrosiana          | Ogólnie            | Ogólnie            | 4     | 0      | 0            | 0            | 0      | 0      | 0     | 0      | 4     | 0      |
| Union Saint-Gilloise II | 2022/23            | Nationaal 2        | 24    | 15     | –            | –            | –      | –      | –     | –      | 24    | 15     |
| Union Saint-Gilloise II | 2023/24            | Nationaal 2        | 30    | 18     | –            | –            | –      | –      | –     | –      | 30    | 18     |
| Union Saint-Gilloise II | 2024/25            | Nationaal 1        | 28    | 20     | –            | –            | –      | –      | –     | –      | 28    | 20     |
| Union Saint-Gilloise II | Ogólnie            | Ogólnie            | 82    | 53     | 0            | 0            | 0      | 0      | 0     | 0      | 82    | 53     |
| Union Saint-Gilloise    | 2024/25            | Eerste klasse      | 0     | 0      | 1            | 0            | 0      | 0      | 0     | 0      | 1     | 0      |
| Union Saint-Gilloise    | 2025/26            | Eerste klasse      | 2     | 0      | 0            | 0            | 0      | 0      | 0     | 0      | 2     | 0      |
| Union Saint-Gilloise    | Ogólnie            | Ogólnie            | 2     | 0      | 1            | 0            | 0      | 0      | 0     | 0      | 3     | 0      |
| Ogólnie w karierze      | Ogólnie w karierze | Ogólnie w karierze | 122   | 58     | 1            | 0            | 0      | 0      | 0     | 0      | 123   | 58     |

### Reprezentacyjne
(aktualne na dzień 13 sierpnia 2025)
| Reprezentacja      | Rok                | Mecze | Bramki |
| ------------------ | ------------------ | ----- | ------ |
| Gwinea Równikowa   | 2024               | 1     | 0      |
| Gwinea Równikowa   | 2025               | 1     | 0      |
| Ogólnie            | Ogólnie            | 2     | 0      |
| Ogólnie w karierze | Ogólnie w karierze | 2     | 0      |

## Sukcesy

### Royale Union Saint-Gilloise
- Mistrzostwo Belgii (1×): 2024/2025